# Marie Louis Henri d'Escorches de Sainte-Croix
Marie Louis Henri d'Escorches de Sainte-Croix, marquis de Sainte-Croix (parfois orthographié Descorches de Sainte-Croix) (17 septembre 1749 - 2 septembre 1830) est un haut fonctionnaire, militaire et diplomate français.

## Biographie

### Vie privée
Il est issu d'une vieille famille normande attachée au fief de Sainte-Croix, dans le pays d'Auge depuis le XIIIe siècle. Son père, Henri d'Escorches, est mousquetaire à cheval dans la maison militaire du roi et sert pendant la guerre de Succession d'Espagne. Il est le troisième et dernier enfant du mariage de son père avec sa seconde épouse, Louise-Aimée-Jeanne d'Osmond ; avant lui naissent en 1742 Jeanne-Antoinette-Henriette, religieuse, et en 1746 René-Henri-Robert.
Sous l'Ancien Régime, il porte le titre de comte puis de marquis de Sainte-Croix. Son épouse, dame du palais de la comtesse d'Artois, est la fille d'un membre du parlement de Paris. Leur fils aîné est assassiné en 1810 à Corfou sur la frégate La Danaë qu'il commandait.

### Vie publique

#### Royaume de France
Sous lieutenant au régiment de Bourbon le 8 décembre 1766, il est seconde enseigne du régiment des Gardes Françaises le 28 juin 1767, puis première enseigne le 19 mai 1771. 
Après un voyage en Allemagne en 1776, il rejoint l'année suivante le comte de Saint-Priest à Constantinople où il reste plusieurs années. 
Sous lieutenant le 16 février 1777, il obtient le rang de mestre de camp attaché à l'infanterie le 24 juin 1780. Handicapé par une vue très basse, il s'oriente assez vite dans la carrière diplomatique grâce à l'appui du comte de Vergennes. Le 20 février 1782, alors mestre de camp, il est envoyé représenter la France dans la principauté de Liège. Il est fait chevalier de Saint-Louis le 23 décembre 1786, et colonel en 1790. 

#### Révolution française
En 1792, le comte de Sainte-Croix est nommé par Louis XVI ministre plénipotentiaire auprès de la république des Deux Nations et est nommé à cette occasion maréchal de camp le 12 octobre. Il est réformé le 3 février 1793, tout en restant dans la diplomatie.
Rentré en France à la fin de 1792, il est nommé en janvier 1793 envoyé spécial près la Sublime Porte où il reste jusqu'à la fin 1795 et y retourne après la mort du général Aubert-Dubayet. Il ne rentre en France qu'après la rupture des relations diplomatiques entre la Porte et la France à la suite de l'expédition d'Égypte.

#### ConsulatetPremier Empire
En 1800, Henri d'Escorches de Sainte-Croix est nommé préfet de la Drôme. Il conserve ce poste jusqu'aux Cent-Jours. On lui doit entre autres l'installation de l'hôtel-Dieu dans l'ancien couvent des capucins.
Il est fait baron de l'Empire par lettres patentes du 31 janvier 1810.

#### Restauration
Il ne joue pas de rôle durant les Cent-Jours et se montre favorable au retour de Louis XVIII mais accompagne l'Empereur dans sa chute.
Il est mis à la retraite le 16 mars 1816 et se retire définitivement sur ses terres avant de décédé dans son château peu de temps après la Révolution de Juillet.

## Famille
Il épouse, le 6 février 1775 à Église Saint-Nicolas-des-Champs, Marie Victoire Talon (1756-?), fille de Jean-Baptiste Talon et de Marie Charlotte Radix. Ils ont quatre enfants.
- Henri II d'Escorches de Sainte-Croix (16 janvier 1777 - 12 janvier 1810)[2], célibataire, sans enfants ;
- Cécile Augustine Euphémie d'Escorches de Sainte-Croix (4 février 1781 - 17 janvier 1870)[2] épouse John de Montagu-Humphrys (12 octobre 1772 - 11 mars 1851), dont descendance ;
- Charles d'Escorches de Sainte-Croix, 1er comte d'Escorches de Sainte-Croix (20 novembre 1782 - 11 octobre 1811)[2],[9], célibataire, sans enfants ;
- Robert d'Escorches de Sainte-Croix, 2e comte d'Escorches de Sainte-Croix (7 juin 1785 - 12 décembre 1861) épouse Pauline Françoise Mahot de Gémasse (22 octobre 1796 - 16 avril 1862)[2], sans descendance.

## Distinctions

### Décorations françaises
- Officier de la Légion d'honneur (décret du 30 juin 1811)[10],[3].
  -  Chevalier de la Légion d'honneur (décret du 14 juin 1804)
- Chevalier de l'Ordre royal et militaire de Saint-Louis